# Marco Horácio Púlvilo
Marco Horácio Púlvilo (em latim: Marcus Horatius Pulvillus) foi um político da gente Horácia da República Romana eleito cônsul sufecto em 509 a.C. para terminar o mandato de Espúrio Lucrécio Tricipitino, que morrera dias depois de ser eleito, governando com Públio Valério Publícola. Foi eleito cônsul em 507 a.C. com o mesmo Públícola. 

## Contexto

Cerco de Roma por Lars Porsena e o ataque à Ponte Sublício.

O historiador grego Dionísio de Halicarnasso o descreveu como sendo um revolucionário altamente condecorado que estava envolvido na expulsão do último rei de Roma, Lúcio Tarquínio Soberbo. Porém, Lívio não o menciona durante a revolução, somente depois.
Foi cônsul no primeiro ano da República Romana, em 509 a.C. juntamente com Públio Valério Publícola, com quem serviria em 507 a.C..

## Consagração do Templo de Júpiter
Horácio consagrou o recém-construído Templo de Júpiter Estator Máximo, no monte Capitolino, durante seu primeiro consulado em 509 a.C. Lívio, Dião Cássio e Plutarco afirmam que a honra recaiu sob Púlvilo e não Publícola por sorteio enquanto que Dionísio de Halicarnasso afirma que Valério estava fora da cidade, em campanha, na época.
Segundo Lívio, os amigos de Publícolas ficaram furiosos por ele ter perdido a honraria. Quando Púlvilo estava oferecendo a oração aos deuses pela consagração dos templo, os amigos de Publícola anunciaram que o filho de Púlvilo havia morrido e estava insepulto, o que desqualificava-o da assembleia. Púlvilo ainda assim ordenou que o corpo fosse sepultado e completou a cerimônia.